# Traugott Teutsch
Traugott Teutsch (n. 12 octombrie 1829, Brașov – d. 23 februarie 1913) a fost un director de școală și un scriitor de etnie germană din Transilvania.

## Biografie[2]
A fost fiul unui preot de la Codlea, Samuel Teutsch (1792-1862).
Tatăl său i-a dat o educație severă. în 1835 l-a urmat pe tatăl său la Bod, când a fost numit preot în localitate, și apoi, în 1843 la Codlea.
În anul 1840 Traugott Teutsch a fost admis la Gimnaziul Honterus din Brașov.
În anul 1848 se organizează gărzile de apărare a orașului (în germană städtische Bürgerwehr), în care sunt primiți și elevi din cursul superior al gimnaziului. După ce a luat parte la mai multe lupte, la 20 martie 1848 se refugiază la București de teama trupelor învingătoare ale generalului Bem. Se întoarce abia la mijlocul lunii iulie a aceluiași an.
În 1851 ia bacalaureatul și se înscrie în toamnă la Universitatea din Tübingen, pentru a îndeplini dorința tatălui său, de a studia teologia. Pentru că meseria de preot nu îl pasiona, după trei semestre la Tübingen pleacă să studieze la Berlin, unde absolvă un al patrulea semestru și plecă la Jena pentru încă patru luni de studiu. După doi ani și jumătate se întoarce acasă și devine învățător la Vulcan. Pentru că nu a terminat studiile, nu-și poate da examenul de preot, meserie pe care nu dorește, de altfel, să o practice.
În 1855 este angajat la școala săracilor, de la marginea orașului, iar în 1860 este numit director la școala de fete.
După ce a profesat timp de 15 ani în învățământ, s-a retras în 1870 pe o mică moșie pe care o poseda lângă Brașov. Din acel moment și-a dedicat restul vieții activității de scriitor, cu mici întreruperi pentru călătorii.
În 1913 a decedat la Brașov.
Se păstrează portretul poetului Traugott Teutsch, din profil, șezând, operă a pictorului Friedrich Miess.

## Scrieri
- Siebenbürgische Erzählungen. Die Bürger von Kronstadt, Historisches Gemälde aus dem Ende des 17. Jahrhunderts (Roman care evocă secolul al XVII-lea) (Editura Gött, Brașov, 1865),
- Ein sächsischer Pfarrhof vor hundert Jahren (Roman),
- An der Aula (Roman),
- Schwarzburg (Roman, inspirat din luptele interne din Transilvania în secolul al XIV-lea) (Editura Zeidner, Brașov, 1882)[5]; (610 pagini) editura Dreßnandt, Brașov, 1882
- Georg Hecht. Historischer Roman aus der Vergangenheit der Siebenbürger Sachsen (O biografie a lui Georg Hecht, fost primar al Sibiului) (Editura Krafft, Sibiu, 1893)
- Das Volk hat gerichtet / vier Erzählungen ( Poporul a judecat / 4 Povestiri), Editura Dacia, Cluj-Napoca, 1978

### Teatru[6]
- Sachs von Harteneck. Ein Trauerspiel in 5 Aufzügen, 1874
- Johannes Honterus. Drama in 3. Aufzügen (198 pagini), editura Zeidner, Brașov, 1898

## Comentarii ale operei sale
- Oskar Netoliczka: Zum Honterusdrama von Traugott Teutsch, editura H. Zeidner, Brașov, 1897